# 錫爾納鄉
45°08′N 26°16′E / 45.133°N 26.267°E
錫爾納鄉（羅馬尼亞語：Comuna Șirna, Prahova），是羅馬尼亞的鄉份，位於該國中南部，由普拉霍瓦縣負責管轄，處於布加勒斯特以北40公里，每年平均降雨量1,001毫米，海拔高度132米，2007年人口5,198。